# اقتصاد التجربة
اقتصاد التجربة (بالإنجليزية: Experience Economy) هو بيع تجارب لا تُنسى للعملاء. وقد اُستخدم هذا المصطلح لأول مرة في مقالة عام 1998 للكاتبين ب. جوزيف بين الثاني [الإنجليزية] وجيمس ه. جيلمور يصفان فيها الاقتصاد التالي الذي يلي الاقتصاد الزراعي والاقتصاد الصناعي وآخرهم الاقتصاد الخدمي [الإنجليزية]. كانت الفكرة قد بحثت فيها سابقًا من قبل العديد من الكتاب.
بحسب بين وجيلمور، يجب على الشركات تنظيم أحداث لا تُنسى لعملائها، وأن الذاكرة نفسها تصبح المنتج: "التجربة". يمكن للشركات التي تقدم تجارب متطورة أن تبدأ في فرض رسوم على قيمة "التحوُّل" الذي توفره التجربة. وعلى سبيل المثال، يمكن للمؤسسات التعليمية أن تشارك في القيمة التي يخلقها الفرد المتعلم. يقولان إن هذا التطور هو تطور طبيعي في القيمة المضافة التي تقدمها الشركة فوق مدخلاتها.
وعلى الرغم من أن مفهوم اقتصاد التجربة كان يركز في البداية على الأعمال التجارية، فهو يتقاطع أيضاً مع السياحة، والهندسة المعمارية،، والتخطيط الحضري وغيرها من المجالات. ويعد اقتصاد التجربة أيضًا ركيزة أساسية لإدارة تجربة العملاء.

## نظرة تاريخية

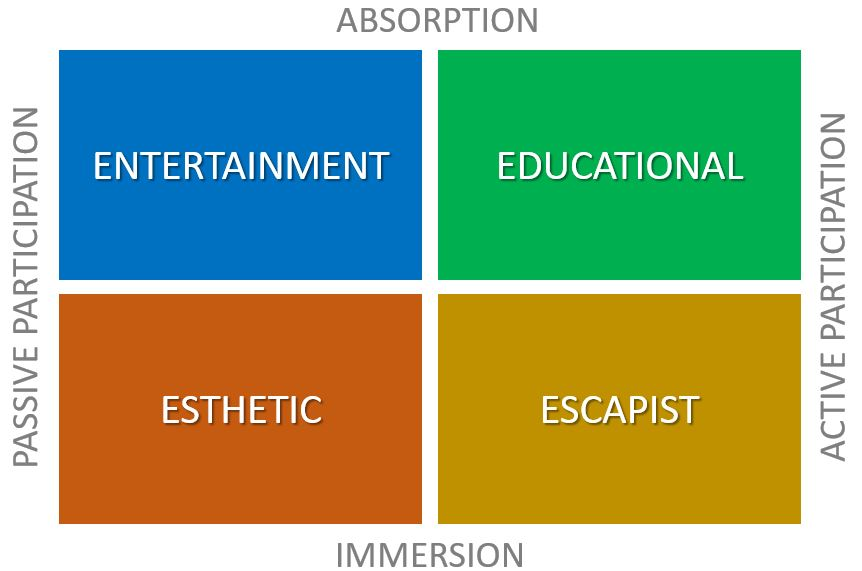
أربعة مجالات لتجربة العملاء (باين وجيلمور، 1999)

لقد لوحظ وحُلل هذا النوع من السلوك في المجتمعات من قبل العديد من الكتاب والباحثين كثيراً في وقت سابق. وأحد الأمثلة الجيدة في كتاب رواد الفكر المستقبلي آلفين توفلر وزوجته هايدي، صدمة المستقبل (كتاب)، الذي نشر لأول مرة في عام 1970، والذي اقتبسه بين وجيلمور في عملهم. يتحدث الزوجان توفلر في الفصل العاشر، "صانعو التجربة"، عن الاقتصاد الذي يوجهه نحو توفير الرضا النفسي، وأن ثمة عملية "نفسية" تجري ويسعى البشر للحصول على "جودة حياة" أفضل. وسيقوم مصنعو السلع بإضافة "حمولة نفسية" إلى المنتجات الأساسية، وسوف يوسع المكون النفسي للخدمات، وسوف نشهد ظهور صناعات التجربة التي يتألف إخراجها الوحيد من تجارب مُبرمجة مسبقًا، بما في ذلك البيئات المحاكاة التي توفر للعملاء نكهة من المغامرة أو الخطر أو المتعة الأخرى.
في أوائل الثمانينات من القرن الماضي، بدأ باحثو سلوك المستهلكين في الشك بسطوة منظور معالجة المعلومات على أساس أنه قد يتجاهل ظواهر استهلاكية
هامة مثل أحلام اليقظة والردود العاطفية. يجادل موريس هولبروك وإليزابيث هيرشمان في مقالهم "الجوانب التجريبية للاستهلاك: الأوهام والمشاعر والمرح لدى المستهلك" بضرورة الاعتراف بالجوانب التجريبية للاستهلاك.
في عام 1992، درس عالم الاجتماع الألماني جيرهارد شولتسه سكان مدينة نورمبرغ ولاحظ وجود طريقة جديدة للعيش حيث لبيت جميع الاحتياجات الأساسية للناس، وكانوا يسعون فقط إلى "الحياة الجميلة" (بالألمانية: schönes Leben)، وتجربة الحياة (بالألمانية: er-leben). وفي خلاصة نتائجه، صاغ شولتسه مصطلح "المجتمع التجريبي (بالألمانية: Die Erlebnisgesellschaft) في كتابه الذي نشر في العام نفسه، وترجم إلى اللغة الإنجليزية باسم "المجتمع التجريبي" في عام 1995.
في المجتمع التجريبي، يتصرف الناس بشكل مختلف كمستهلكين، ويحدث تحول من الحاجة إلى السلع التي تكون عمومًا مفيدة أو وظيفية، إلى الحاجة إلى السلع التي توفر تجربة فردية. يقابل الطلب والعروض لهذه التجارب في "سوق التجربة" (بالألمانية: Erlebnismarkt).
في عام 1996، كتب الباحث الدنماركي رولف ينسن من معهد كوبنهاغن لدراسات المستقبل في مقالته "مجتمع الأحلام" لمجلة ذِ فيُوتشُرِيست أن المجتمع الأمريكي يستسلم لمجتمع يركز على الأحلام والمغامرة والروحانية والمشاعر، حيث ستصبح القصة التي تشكل المشاعر حول المنتج جزءًا كبيرًا من ما يشتريه الناس عند شرائهم المنتج. وصف ينسن هذه الاتجاهات بأنها تجارة المشاعر. "خلال 25 عامًا، سيكون ما يشتريه الناس بشكل أساسي هو القصص والأساطير والمشاعر ونمط الحياة".

## مراحل تسويق سلعة أو خدمة
الحجة الأساسية هي أن الخدمات تبدو اليوم كالسلع نظرًا للتكنولوجيا والتنافس المتزايد وزيادة توقعات المستهلكين. يمكن وضع المنتجات على مستوى يتراوح بين عدم التمييز (المعروفة باسم السلع) والتمييز الكبير. تمامًا كما تعتمد أسواق الخدمات على أسواق السلع التي تعتمد بدورها على أسواق السلع الأساسية، فإن أسواق التحويل والتجربة تعتمد على هذه الخدمات المتجانسة حديثًا، على سبيل المثال، عرض الإنترنت والمساعدة الاستشارية.
تصنيف كل مرحلة من مراحل تطور المنتجات هو:
- رسوم أعمال السلع للمنتجات غير المتمايزة.
- رسوم الأعمال التجارية للسلع على الأشياء المميزة والملموسة.
- رسوم أعمال الخدمة للأنشطة التي تقوم بها.
- رسوم تجربة العمل على الشعور الذي يحصل عليه العملاء من خلال الانخراط فيه.
- رسوم تحويل الأعمال لصالح العملاء (أو "الضيوف") التي يحصلون عليها من خلال قضاء الوقت هناك.

الانتقال إلى المرحلة التالية يتطلب إعطاء المنتجات على المستوى المزيد من التمييز. على سبيل المثال، يجب على من يرغب في تحصيل رسوم على خدمة مثل ضمانات السيارات الجديدة، أن يكون مستعدًا لإعطاء سيارات جديدة كتعويض عن السيارات التي لا تعمل بشكل جيد. ويجب على من يرغب في تحصيل رسوم على التحويلات أن يكون مستعدًا لخوض مخاطر عدم الحصول على أمواله عندما يقوم بالعمل مع العملاء الذين لا يحولون. باين وجيلمور يستشهدان بعدد من الأمثلة المأخوذة من شركات وشخصيات مختلفة، ومن بين هذه الأمثلة: والت ديزني، إيه أو إل، نوردستروم، ستاربكس، ساتورن، كانييه ويست، آي بي إم، وغيرها.

## الانتقادات
انتقدت أطروحة باين وجيلمور، ووصفت كمثال على فلسفة العمل المبالغ فيها التي ظهرت من فقاعة الإنترنت خلال فترة كان فيها الاقتصاد الأمريكي الصاعد متسامحًا مع الأسعار المرتفعة والمطالبات المتضخمة ولم يفرض أي قيود على العرض أو الاستثمار. يتناقض ذلك مع أطروحات أخرى حول اقتصاد الخدمات، مثل تلك الموضحة في كتاب رأس المال الطبيعي (كتاب) [الإنجليزية]، الذي يضع التركيز بشكل واضح على تحسين استخدام الموارد النادرة بشكل قابل للقياس، والتي تعتبر عادة أساس الاقتصاد. يدعون إلى أن يشدد إدارة الخدمات على الكفاءة بدلاً من الفعالية.
انتقدت هذه الأطروحة أيضًا داخل حقول دراسات السياحة والترفيه ووقت الفراغ وصناعة الضيافة، حيث لم يعترف بالنظريات المعتمدة عن دور التجارب في الاقتصاد من قبل باين وجيلمور. على الرغم من استمرار تأثير هذه الفكرة على التفكير الأعمال، إلا أن المفهوم قد تجاوزته الأدبيات المتعلقة بتسويق وإدارة الخدمات من خلال الحجة بأن قيمة جميع السلع والخدمات تتم إنتاجها بشكل مشترك من خلال التفاعل بين المستهلكين والمنتجين. وبناءً على هذه النظرة، يمكن فهم جميع الاستهلاك في مصطلحات تجريبية في مستوى التجريد.

## مقالات ذات صلة
- الجيل زد
- التجارة الإلكترونية
- سلعنة